# Communauté de communes de la Beauce Loirétaine
Die Communauté de communes de la Beauce Loirétaine ist ein französischer Gemeindeverband mit der Rechtsform einer Communauté de communes im Département Loiret in der Region Centre-Val de Loire. Sie wurde am 21. Dezember 2012 gegründet und umfasst 23 Gemeinden. Der Verwaltungssitz befindet sich im Ort Gidy.

## Mitgliedsgemeinden
| Gemeinde                                       | Einwohner 1. Januar 2022 | Fläche km² | Dichte Einw./km² | Code INSEE | Postleitzahl |
| ---------------------------------------------- | ------------------------ | ---------- | ---------------- | ---------- | ------------ |
| Artenay                                        | 2.009                    | 20,50      | 98               | 45008      | 45410        |
| Boulay-les-Barres                              | 1.061                    | 12,45      | 85               | 45046      | 45140        |
| Bricy                                          | 542                      | 12,66      | 43               | 45055      | 45310        |
| Bucy-le-Roi                                    | 177                      | 4,58       | 39               | 45058      | 45410        |
| Bucy-Saint-Liphard                             | 208                      | 17,84      | 12               | 45059      | 45140        |
| Cercottes                                      | 1.477                    | 24,24      | 61               | 45062      | 45520        |
| Chevilly                                       | 2.653                    | 41,76      | 64               | 45093      | 45520        |
| Coinces                                        | 498                      | 21,63      | 23               | 45099      | 45310        |
| Gémigny                                        | 218                      | 14,17      | 15               | 45152      | 45310        |
| Gidy                                           | 2.015                    | 23,91      | 84               | 45154      | 45520        |
| Huêtre                                         | 282                      | 13,15      | 21               | 45166      | 45520        |
| La Chapelle-Onzerain                           | 110                      | 7,06       | 16               | 45074      | 45310        |
| Lion-en-Beauce                                 | 122                      | 7,00       | 17               | 45183      | 45410        |
| Patay                                          | 2.341                    | 13,80      | 170              | 45248      | 45310        |
| Rouvray-Sainte-Croix                           | 136                      | 9,47       | 14               | 45262      | 45310        |
| Ruan                                           | 205                      | 16,26      | 13               | 45266      | 45410        |
| Saint-Péravy-la-Colombe                        | 768                      | 18,96      | 41               | 45296      | 45310        |
| Saint-Sigismond                                | 270                      | 14,93      | 18               | 45299      | 45310        |
| Sougy                                          | 835                      | 28,25      | 30               | 45313      | 45410        |
| Tournoisis                                     | 383                      | 14,94      | 26               | 45326      | 45310        |
| Trinay                                         | 210                      | 17,22      | 12               | 45330      | 45410        |
| Villamblain                                    | 279                      | 25,95      | 11               | 45337      | 45310        |
| Villeneuve-sur-Conie                           | 192                      | 17,97      | 11               | 45341      | 45310        |
| Communauté de communes de la Beauce Loirétaine | 16.991                   | 398,70     | 43               | –          | –            |